# Commeny
Commeny är en kommun i departementet Val-d'Oise i regionen Île-de-France i norra Frankrike. Kommunen ligger i kantonen Vigny som tillhör arrondissementet Pontoise. År 2022 hade Commeny 648 invånare.
År 2024 fusionerade Commeny med Gouzangrez. Vid fusionen hade Commeny 511 invånare och en yta på 4,72 kvadratkilometer och Gouzangrez 156 invånare och en yta på 0,77 kvadratkilometer. Orsaken till fusionen är ett försök att komma till rätta med kommunernas dåliga ekonomi.

## Befolkningsutveckling
Antalet invånare i kommunen Commeny
| Referens: INSEE |